# Musikfest ION

Logo (2023)

Das Musikfest ION ist ein internationales Festival für geistliche Musik in Nürnberg. Es findet jährlich im Frühsommer statt. 

## Geschichte
Das Festival wurde 1951 als Internationale Orgelwoche Nürnberg gegründet. Seit 2019 firmiert es mit neuer künstlerischer Ausrichtung unter dem Namen Musikfest ION. Seit 2018 künstlerischer Leiter und seit Herbst 2020 Geschäftsführender Intendant ist der Kulturmanager und Festivalmacher Moritz Puschke.
Seit 2019 eröffnen jedes Jahr über 200 Nürnberger Kinder mit einem eigenen Konzert das Festival. Auf dem Programm stehen auch Jazz, Pop, neue Bearbeitungen, Adaptionen und Erweiterungen historischer Werke und die Begegnung mit anderen Künsten wie zum Beispiel Tanz, Lichtinstallationen und Literatur.
Seit 2022 gibt es die Reihe „Nightflight“ in der Kirche St. Martha. Seit 2022 vertieft das ION Forum das Programm mit Vorträgen, Workshops und Meisterkursen. Im Zusammenspiel aus Konzerten und vertiefenden Angeboten hat sich das Musikfest ION zu einer Plattform für die Musik in ihrer Aufführung, Entwicklung, praktischen Anwendung und theoretischen Reflexion entwickelt und erreicht so eine „bedarfsgerechte Wiederbelebung geistlicher Musik.“
Die Festivalthemen bisher waren „Spuren“ (2019), „Nah bei dir“ (2020), „heimkehren“ (2021) und „All you need is...“ (2022). 2023 laut das Festivalmotto HALT. Das Motto 2024 lautet DA IST LEBEN.

## Spielorte und Gäste
Spielorte sind vor allem die Innenstadtkirchen Nürnbergs: St. Sebald, St. Lorenz, die Frauenkirche und St. Martha sowie verschiedene Orte im Germanischen Nationalmuseum.

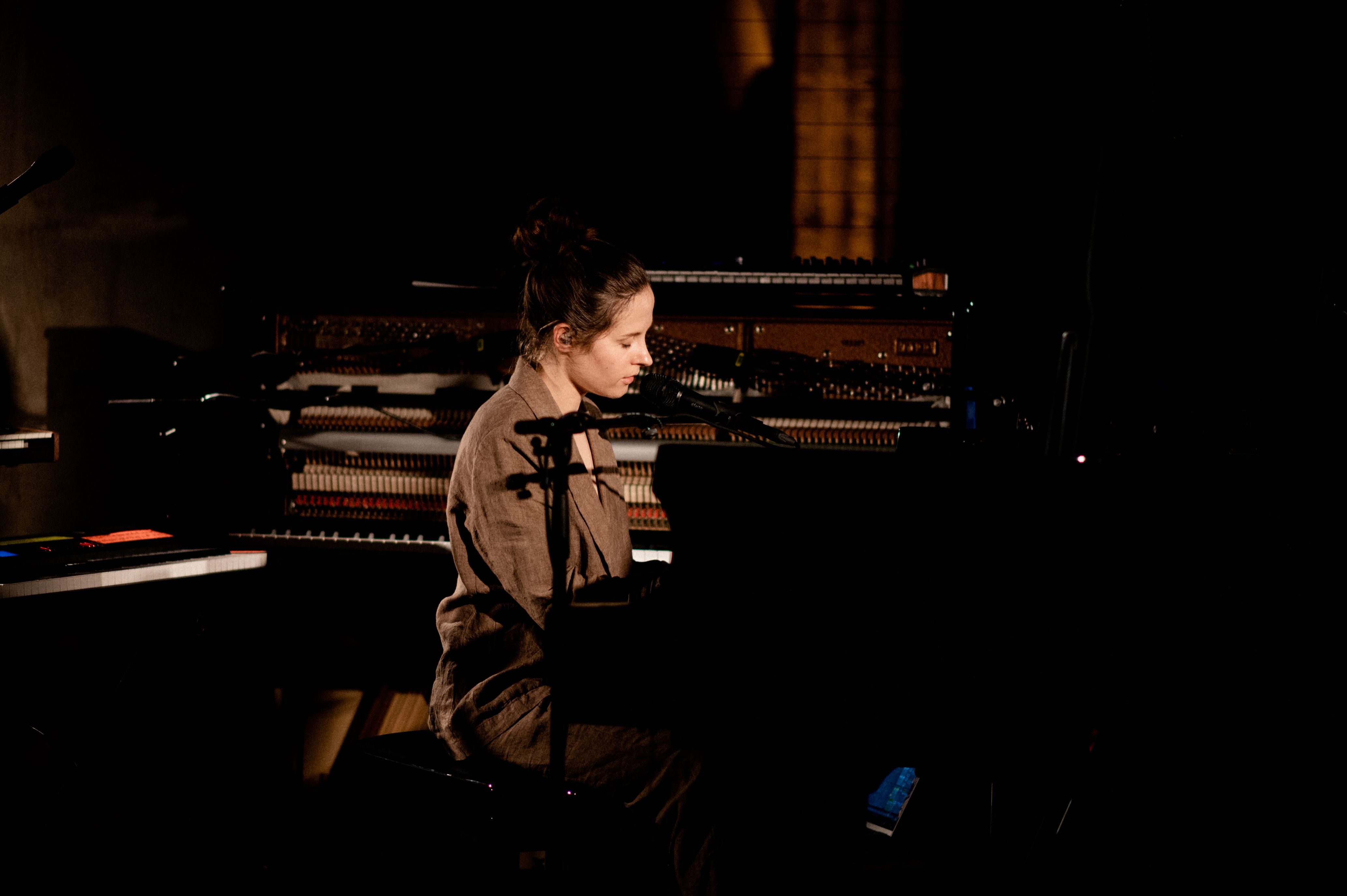
Hania Rani beim Nightflight am 24. Juni 2022 in St. Martha.

Alljährlich gibt es zehn Tage im Sommer in Kirchen und anderen Veranstaltungsorten, mit internationalen Künstlern, mit bekannten Werken und neuen Klängen. Zu den Höhepunkten zählten Ur- und Erstaufführungen von Komponisten wie Olivier Messiaen, Krzysztof Penderecki, Werner Jacob. Rund 200 Werke wurden im Rahmen des Festivals in Nürnberg bisher uraufgeführt, u. a. 1982 das Agnus Dei von Penderecki, das dann in sein Polnisches Requiem einging.
Zu den Gästen des Musikfests ION in den letzten Jahren gehörten Voces8, der Windsbacher Knabenchor, Anna Prohaska, der RIAS Kammerchor, Sjaella, Hania Rani, Pantha du Prince, Frieder Bernius, Hans-Christoph Rademann, die Capella de la Torre, die Akademie für Alte Musik Berlin, Masaa, Hille Perl.

## Organisation
Das Musikfest ION ist eine Stiftung des bürgerlichen Rechts, errichtet von der Stadt Nürnberg, der evangelisch-lutherischen Landeskirche Bayern und dem „Freundeskreis der ION e. V.“ Finanzielle Unterstützung durch die öffentliche Hand (Freistaat Bayern, Bezirk Mittelfranken, Stadt Nürnberg) und kirchlichen Zuschüssen werden ergänzt durch Spenden aus der lokalen Wirtschaft (u. a. die Sparkasse Nürnberg als Hauptsponsor) und Mäzene die ION.
Heimstätte des Musikfests ION ist ab 2023 eines der ältesten Häuser Nürnbergs. Der Kulturmäzen Wolfgang Bühl hat dem Festival in dem Gebäudeensemble Winklerstraße 13 in Nürnberg Arbeitsräume, einen Lichthof und einen Gartensaal kostenfrei zur Nutzung überlassen.